# 添了麻煩
添了麻煩（ティエンラ・マーファン）とは中国語で「迷惑をかけた」という意味の語である。1972年に田中角栄首相が中華人民共和国を訪問時に周恩来総理に「貴国に迷惑をかけた」と発言したのを翻訳したもの。これを聞いた周恩来が激怒した。いわゆる『迷惑事件』である。

## 概要
1972年、リチャード・ニクソンアメリカ合衆国大統領の訪中を受け、日本でも田中首相が訪中。『日中共同声明』の締結の運びになった。

### 「ご迷惑をかけた」
会議は穏便に進んだが、9月25日の晩餐会席上で田中首相が「わが国が中国国民に対して多大のご迷惑をかけたことについて、私は改めて深い反省の念を表明するものであります」と発言。それを通訳が「多大なご迷惑をかけた」の部分を「添了麻煩」と訳したため座が凍りつき、周は怒りをあらわにした。
中国側では通訳のミスではないかと思われたが「当時の日本の世論に配慮したぎりぎりの言葉づかい」（外務省中国課長橋本恕）であり、「何日も推敲を重ねて、精魂を傾けて書いた文章であり、田中首相、大平外相に何度も見せて『これでいこう』ということになった」ものだという（橋本）。
一説によれば、記録を見ると親台湾派が多かった当時の政治情勢下においてこの『ご迷惑』は、外務省が考えに考え抜いた表現であった。問題はこれを中国語の『添了麻煩 (ティエンラ・マーファン)』と訳したことにあるという。確かに中国語辞典では日本語の『迷惑』は中国語で『麻煩』とある。しかし、この『麻煩』は女性のスカートに水をかけてしまった場合に『済みません』というようなニュアンスの『迷惑』なのである。通訳の言葉を聞いた途端に中国側の顔色が変わったのはそういう理由によるものであった。因みに当時の中国語での『迷惑』は日本語では『迷う、惑わす』の意味で迷惑をかけるというような意味はなかった。現在は若者言語として、日本語でいう「迷惑」という意味が逆輸入し「迷惑をかけた」という意味もある。

### 第26回日中首脳会議
第26回日中首脳会談ではこの発言が議題に挙がった。
「添了麻煩」とは「うっかり迷惑をかける」という意味で、「中国ではうっかり女性のスカートに水をかけたときに『添了麻煩』という軽いお詫びの言葉だ。日本軍国主義の侵略戦争で中国人民に深い災難をもたらし、戦争では中国では数百万が犠牲となり、日本人民も深く被害を受けた。『添了麻煩』を用いてお詫びの言葉とするのは中国人民として到底受け入れられるものではない」と周恩来は発言した（徐之光・編『中日関係三十年』）。

### 第26回日中外相会談での妥協
大平外相は「文言を変えてもいい」と中国側に大きく譲歩した。大平は以下の案を姫鵬飛外相に示した。
「過去、戦争によってもたらされた苦しみと損害に対して深く反省の意を表明する」
しかし姫外相は「苦しみ」を削除し、「責任」を追加。
「日本側が過去、戦争によってもたらした重大な損害の責任を深く反省する」
としたが大平は「責任」とは何の責任かと姫に問い、姫は「損害を与えた責任」と反論。日本側はこれに「痛感」の言葉を加えることで、「責任」という表現を受け入れた。
「日本側は過去において、日本国が戦争を通じて中国国民に重大な損害を与えた責任を痛感し、深く反省する」
というのが最終案となり、日中共同声明に盛り込まれた。

### 毛沢東の関心
毛沢東は田中に『楚辞集註』の全六冊を贈呈した。その中の「九辯」に『迷惑』という言葉が2度登場する。毛の意図については矢吹晋『田中角栄の迷惑、毛沢東の迷惑、昭和天皇の迷惑』を参照のこと。

## 影響
この事件は初めて日本が文書で過去の歴史への反省をあらわしたことへの端緒と考えられると同時にハプニングで文書ができたことから、中国側には「日本は文章で謝罪する意志はないのではないか」との疑念をもつ端緒となった。